# خودپروردگی

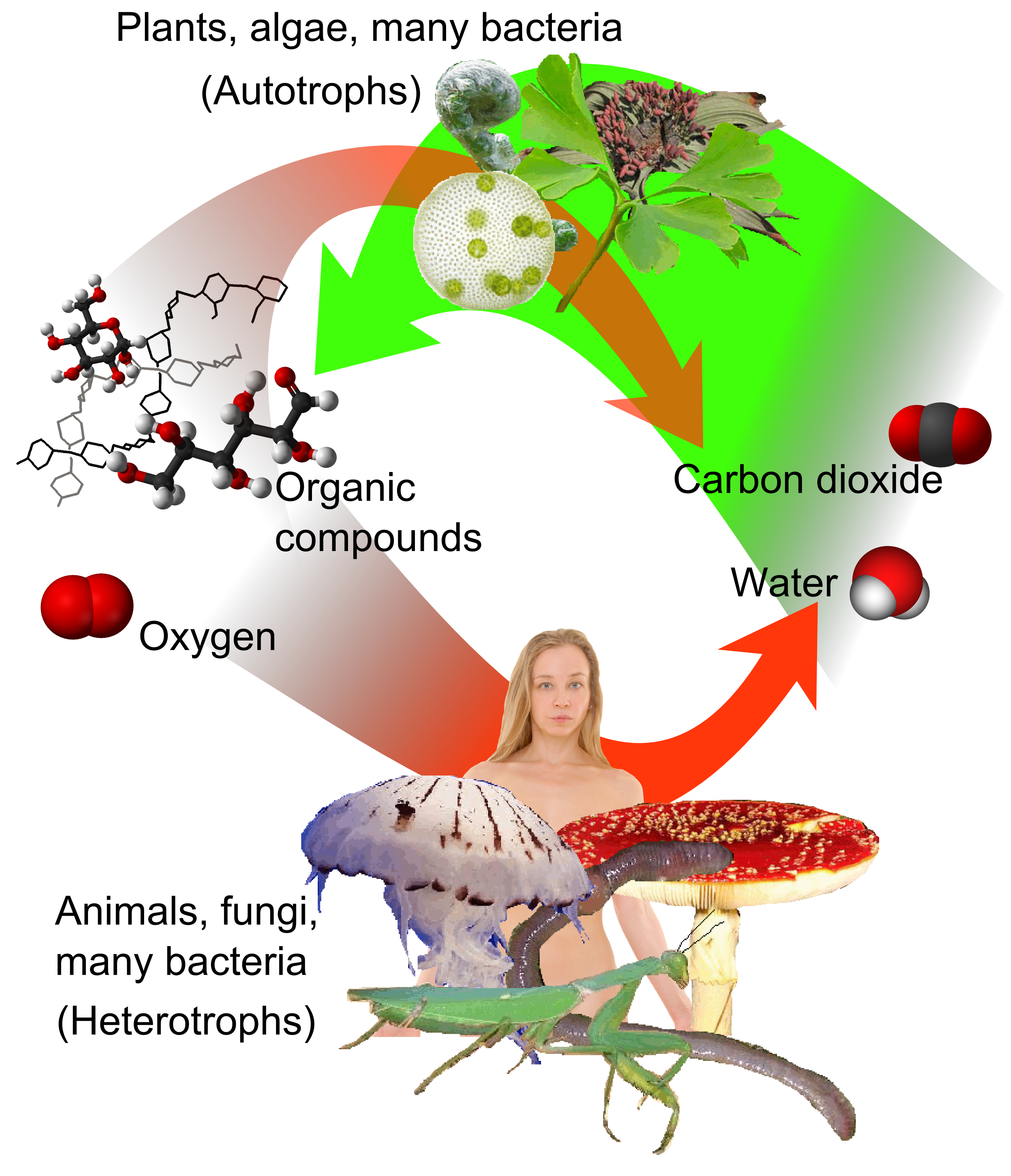
چرخهٔ خودپروردگی و دگرپروردگی
خودپروردها با استفاده از نور، کربن دی‌اکسید (CO_{2}), و آب، اکسیژن و ترکیبات آلی پیچیده تهیه می‌کنند و برای این کار عمدتاً از راه فتوسنتز (فلش سبز) به نتیجه می‌رسند. هر دو گونه ارگانیسم به وسیلهٔ تنفس یاخته‌ای از چنین ترکیباتی برای تولید (آدنوزین تری‌فسفات ATP) استفاده می‌کنند و دوباره CO2 و آب تشکیل می‌دهند (دو فلش قرمز این چرخه را نشان می‌دهند).

خودپرورد یا اتوتروف (به انگلیسی: autotroph) به جانداری گفته می‌شود که با استفاده از کربن موجود در مواد ساده همچون کربن دی‌اکسید، ترکیبات آلی (مانند قند، پروتئین و چربی) می‌سازد. در مقابل این واژه، لغت دگرپرور یا هتروتروف (Heterotroph) قرار دارد.

## معنا
از دیدگاه واژه‌شناسی، خودپرورد جانداری است که خوراک خود را بدون وابستگی به جاندار دیگری فراهم می‌کند و دگرپرورد نیز به اندامگانی (Organism) گفته می‌شود که برای برآوردن نیازهای غذایی خود به زیاگان دیگر وابسته است.
در منابع علمی گوناگون، خودپرور (و عکس آن؛ دگرپرور) را به چند شیوه معنی کرده‌اند. تعریف مختصر این اصطلاح که در بیشتر منابع به آن اشاره شده است عبارت است از زیاگانی که انرژی و مواد مورد نیاز خود را بدون وابستگی به موجودی دیگر و تنها با استفاده از مواد معدنی (غیرآلی) به دست می‌آورند و با استفاده از آن‌ها مواد آلی پیچیده (مانند کربوهیدرات‌ها، چربی‌ها و پروتئین‌ها) می‌سازند.
هتروتروف‌ها برای برآوردن نیازهای غذایی خود به دیگران وابسته اند. هتروتروف‌ها از موجود زنده یا بقایای آنها استفاده می‌کنند تا ماده خام خود را فراهم کنند. آنها انرژی مورد نیاز خود را به دو روش به دست می‌آورند. گروه اول فتوسنتز کننده هستند و انرژی مورد نیاز خود را از نور خورشید به دست می‌آورند و گروه دوم انرژی مورد نیاز خود را از مواد شیمیایی (مواد معدنی یا مواد آلی) به دست می‌آورند. در نتیجه، این مواد آلی برای آنها هم منبع کربن و هم منبع انرژی محسوب می‌شود. بر این پایه منابعی مانند کتاب اصول بیوشیمی لنینجر (Lehninger Principles Of Biochemistry) خودپرورد و دگرپرورد را بر مبنای چرخهٔ کربن تعریف کرده‌اند. (به غیر از چرخهٔ کربن چرخه‌های دیگری نیز در تقسیم‌بندی جانداران وجود دارد که مهم‌ترین آن‌ها چرخهٔ انرژی و چرخهٔ نیتروژن است) به این ترتیب، خودپرورد اندامگانی است که برای تأمین کربن مورد نیاز خود به زیاگان دیگر وابسته نیست و این عنصر را به‌طور مستقیم از دی‌اکسید کربن (CO2) موجود در هوا به دست می‌آورد، امّا دگرپروردها این نیاز را با کمک مولکولهای آلی که دیگر زیاگان ساخته‌اند رفع می‌کنند.

## ویژگی‌ها
ویژگی خودپروردها این است که با استفاده از CO2 هوا به عنوان منبع کربن همهٔ مواد آلی مورد نیاز خود را به تنهایی می‌سازند. این گروه از زیاگان انرژی مورد استفاده برای سوخت‌وساز خود را از نور به دست می‌آورند و در نتیجه فوتوسنتزکننده نیز محسوب می‌شوند.
در مقابل دگرپروردها از اندامگان زنده یا از بقایای آن‌ها استفاده می‌کنند تا مادّهٔ خام خود را تأمین نمایند. این گونه‌ها انرژی مورد نیاز را از دو راه به دست می‌آورند: دسته‌ای از نور (پس فوتوسنتزکنندهاند) و گروهی از انرژی مواد شیمیایی (مواد معدنی یا مواد آلی). در نتیجه مواد آلی برای این جانداران (دست‌کم بخشی از آن‌ها که در نمودار زیر با نام ارگانوتروف مشخّص شده‌اند) هم منبع عنصر کربن است و هم در حکم منبع انرژی است.
با توجه به نمودار روشن می‌شود که گیاهان و سیانوباکتری‌ها نقش بسیار مهمی در تأمین نیازهای دیگر زیاگان دارند؛ زیرا از یک سو کربن معدنی را به آلی تبدیل می‌کنند که خوراک هتروتروفها است و از سوی دیگر این تبدیل را با استفاده از انرژی نور خورشید یه انجام می‌رسانند؛ در نتیجه برآیند این دو عمل آن‌ها وارد کردن کربن و انرژی موجود در بخش غیر زندهٔ جهان به بخش زندهٔ آن است.

## گونه‌ها
سلسلهٔ گیاهان (Kingdom Of Plantae) و همچنین سیانوباکتری‌ها از سلسلهٔ باکتری‌ها (Bacteria) (که در گذشته جلبک‌های سبز - آبی نامیده می‌شدند) جانداران اتوتروف و دیگر زیاگان، شامل سلسلهٔ جانوران(Animalia)*، قارچ‌ها (Fungi)، آغازیان (Protista)، آرکی‌باکتری‌ها (Archeae) و نیز باکتری‌های دیگر (به‌جز از سیانوباکتری‌ها) در زمرهٔ هتروتروف‌ها قرار دارند.
(*) (Animalia):گوسفند دریایی تنها گونهٔ شناخته‌شده از جانوران است که خودپرورد (اتوتروف) است.

## واژه‌شناسی نام لاتین
اتوتروف (Autotroph) (از زبان یونانی؛ دارای دو بخش: خود، خویشتن = Autos و خوراک = Trophe)
هتروتروف (Heterotroph) (از زبان یونانی؛ دارای دو بخش: دیگری = Heterous و خوراک = Trophe)